# Confederatie van Vakbonden in de Openbare Diensten
De Confederatie van Vakbonden in Openbare Diensten of Confederatie van Ambtenarenvakbonden (Turks: Kamu Emekçileri Sendikaları Konfederasyonu), gekend onder de afkorting KESK, is een confederatie van vakbonden in de publieke sector in Turkije. Het is een van vier grote confederaties, naast DİSK, TÜRK-İŞ en HAK-İŞ. KESK ontstond in 1995, werkt nauw samen met DİSK, en is aangesloten bij de Internationaal Vakverbond (ITUC) en het Europees Verbond van Vakverenigingen (ETUC). Bij KESK zijn 11 sectorale vakbonden aangesloten.